# Tygeltangara
Tygeltangara (Nemosia pileata) är en fågel i familjen tangaror inom ordningen tättingar.

## Utseende
Tygeltangaran är en liten medlem av familjen. Hanen har gult öga kontrasterande med svart huva och vit panna. I övrigt är den mestadels grå ovan och vit under. Honan är mattare i färgerna, saknar den svarta hjässan och har en tvåfärgad näbb, ej svart som hos hanen. 

## Utbredning och systematik
Tygeltangara förekommer i stora delar av norra och östra Sydamerika. Den delas in i sex underarter med följande utbredning:
- Nemosia pileata hypoleuca – karibiska norra kusten i Colombia och norra Venezuela
- Nemosia pileata surinamensis – Guyana och Surinam
- Nemosia pileata pileata – nordöstra Franska Guyana, Amazonområdet i Brasilien och nordligaste Bolivia
- Nemosia pileata interna – norra Brasilien (övre Rio Branco och nedre Rio Negro)
- Nemosia pileata nana – tropiska Amazonas i nordöstra Peru och angränsande västra Brasilien
- Nemosia pileata caerulea – östra Bolivia till Paraguay, östra och södra Brasilien och norra Argentina

## Levnadssätt
Tygeltangaran hittas i halvöppna skogar, savann och betesmarker med spridda träd. Den ses ofta i flockar tillsammans med andra arter.

## Status
Arten har ett stort utbredningsområde och beståndet anses stabilt. Internationella naturvårdsunionen IUCN listar den därför som livskraftig (LC).